# Sycorax (Shakespeare)

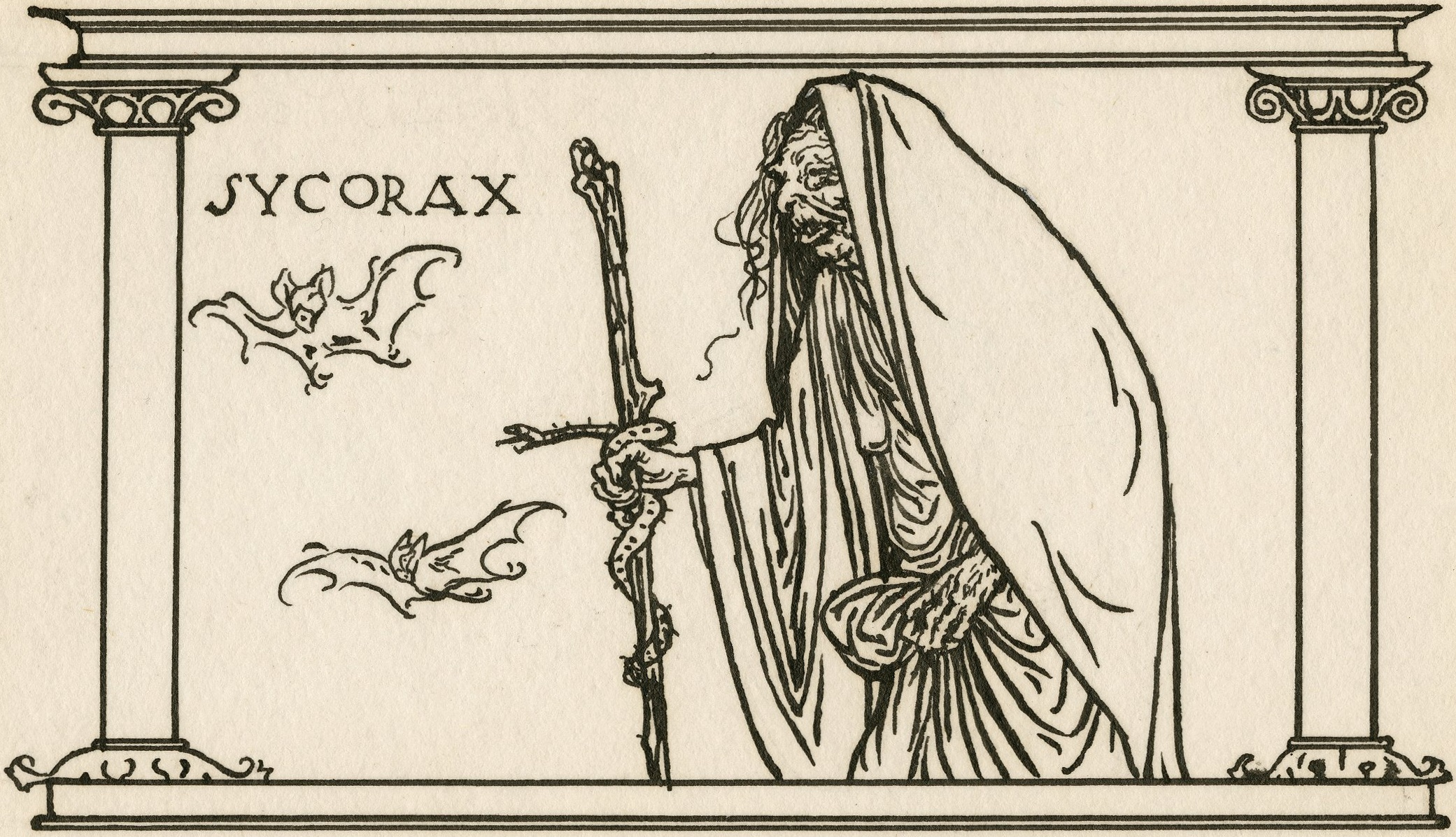
Um desenho de Robert Anning Bell da feiticeira Sycorax do conto "A tempestade" de William Shakespeare

Sycorax  é um personagem dotada do dom da invisibilidade na Peça "A tempestade" (1611) de William Shakespeare. Ela é uma bruxa cruel e poderosa e mãe de Caliban, um dos poucos habitantes nativos da ilha em que Próspero, o herói da peça, está preso.
De acordo com a história de fundo da peça, Sycorax, enquanto estava grávida de Caliban, foi banida de sua casa em Argel para a ilha onde a peça se passa. As memórias de Sycorax, que morre vários anos antes do início da ação principal da peça, definem várias das relações na peça. Contando com sua conexão filial com Sycorax, Caliban reivindica a propriedade da ilha. Próspero constantemente lembra Ariel do tratamento cruel de Sycorax para manter seus serviços. Os estudiosos em geral concordam que Sycorax, a antagonista de Próspero, está intimamente relacionado com a Medeia, a personagem da obra "Memorfose" de Ovídio. Os escritores e críticos pós-colonialistas vêem Sycorax dando voz aos povos, especialmente às mulheres, se recuperando dos efeitos da colonização. Versões posteriores da peça "A tempestade", começam com a adaptação de William Davenant para o século XVII, dando a  Sycorax um papel vocal na peça, mas mantiveram sua imagem como um antagonista malévolo de Próspero.
Na peça teatral, Próspero descreve Sycorax como uma bruxa antiga e asquerosa nativa de Argel, e banida para a ilha por praticar feitiçaria "tão forte / Que [ela] podia controlar a Lua". Próspero ainda relata que muitos anos antes, os marinheiros a trouxeram para a ilha, enquanto ela estava grávida de seu filho bestial, Caliban, e a abandonaram lá, pois por alguma razão ambígua, ela foi poupada de ser condenada à morte. Ela passou a escravizar os espíritos de lá, o principal deles Ariel, a quem ela acabou aprisionando em um pinheiro por desobediência. Sycorax deu à luz Caliban e ensinou-o a adorar o deus demoníaco Setebos. Ela morre muito antes da chegada de Próspero e sua filha, Miranda. Caliban passa a odiar a presença e o poder de Próspero na ilha, alegando que a terra pertence a ele, já que era de sua mãe antes de Próspero aparecer.
Os estudiosos descobriram muito poucos fatos sobre as fontes de Shakespeare para Sycorax. Na verdade, além de sua conexão com as feiticeiras mágicas Medéia e Circe da mitologia grega, nada conclusivo foi proposto. Várias teorias linguísticas concorrentes foram apresentadas. Alguns estudiosos argumentam que seu nome pode ser uma combinação do latim sus ("porco") e korax ("corvo"). Outra tradução grosseira produz a frase "o corvo cita ", uma descrição etimológica de Medéia (em Bartolomeu),  uma obra que Shakespeare provavelmente usou como referência, dá o nome de Corax para um corvo). psicorraxia (" destruidor de corações"), pode ser uma brincadeira com a palavra grega psicoraggia ("luta de morte"). Um crítico procurou por uma conexão com a herança norte-africana de Sycorax e encontrou um paralelo em Shokereth (שוקרת), uma palavra hebraica que significa "enganador". Outra ideia recente sugere que, por motivos temáticos e também históricos, o nome é a combinação reverberante de sílabas do nome Corax de Siracusa, o freqüentemente reconhecido fundador da retórica e o digno rival ficcional de Próspero.
A ideia geral para o personagem de Sycorax pode ter vindo da literatura clássica familiar a muitos na época de Shakespeare. Sycorax é semelhante a Medeia, uma bruxa nas Metamorfoses de Ovídio, em que ambos são figuras femininas poderosas e mágicas. Estudiosos também apontaram que Sycorax se assemelha ao Circe mágico da mitologia grega, bem como talvez uma versão de Circe encontrada na mitologia da tribo Coraxi na Geórgia moderna. Sycorax também se baseia em crenças contemporâneas a respeito das bruxas. Por exemplo, ela pode incorporar a crença de que todas as bruxas têm olhos azuis. O personagem pode até ser uma referência a um personagem histórico específico. De acordo com o crítico literário romântico Charles Lamb, uma bruxa, cujo nome se perdeu na história, foi recentemente banida do Norte da África cerca de meio século antes da época em que Shakespeare estava escrevendo a peça; sua semelhança com Sycorax impressionou alguns estudiosos como notável.